# Férfi röplabdatorna a 2016. évi nyári olimpiai játékokon
A 2016. évi nyári olimpiai játékokon a férfi röplabdatornát augusztus 7. és augusztus 21. között rendezték. A tornán 12 nemzet csapata vett részt. Az aranyérmet a brazil csapat nyerte.

## Résztvevők
| Kvalifikáció módja                     | Dátum                      | Helyszín                        | Kvóta | Nemzet                                     |
| -------------------------------------- | -------------------------- | ------------------------------- | ----- | ------------------------------------------ |
| Rendező                                | —                          | —                               | 1     | Brazília (BRA)                             |
| 2015-ös férfi röplabda-világkupa       | 2015. szeptember 8–23.     | Japán                           | 2     | Egyesült Államok (USA) · Olaszország (ITA) |
| Afrikai olimpiai selejtezőtorna        | 2016. január 7–12.         | Brazzaville, Kongói Köztársaság | 1     | Egyiptom (EGY)                             |
| Észak-amerikai olimpiai selejtezőtorna | 2016. január 8–10.         | Edmonton, Kanada                | 1     | Kuba (CUB)                                 |
| Európai olimpiai selejtezőtorna        | 2016. január 5–10.         | Berlin, Németország             | 1     | Oroszország (RUS)                          |
| Dél-amerikai olimpiai selejtezőtorna   | 2015. október 9–11.        | Maiquetía, Venezuela            | 1     | Argentína (ARG)                            |
| Ázsiai olimpiai selejtezőtorna         | 2016. május 28.– június 5. | Tokió, Japán                    | 1     | Irán (IRI)                                 |
| 1. olimpiai selejtezőtorna             | 2016. május 28.– június 5. | Tokió, Japán                    | 3     | Lengyelország (POL)                        |
| 1. olimpiai selejtezőtorna             | 2016. május 28.– június 5. | Tokió, Japán                    | 3     | Franciaország (FRA)                        |
| 1. olimpiai selejtezőtorna             | 2016. május 28.– június 5. | Tokió, Japán                    | 3     | Kanada (CAN)                               |
| 2. olimpiai selejtezőtorna             | 2016. június 3–5.          | Mexikóváros, Mexikó             | 1     | Mexikó (MEX)                               |
| Összesen                               | Összesen                   | Összesen                        | 12    |                                            |

## Lebonyolítás
A csapatok két darab hatcsapatos csoportot alkotnak, amelyekben a csapatok körmérkőzéseket játszanak. A csoportokból az első négy helyezett jut tovább a negyeddöntőbe, ahonnan egyenes kieséses rendszerben folytatódik a torna.

## Eredmények
A mérkőzések kezdési időpontjai helyi idő szerint, zárójelben magyar idő szerint olvashatók.

### Csoportkör
| Színmagyarázat                                              |
| ----------------------------------------------------------- |
| A csoportok első négy helyezettje bejutott a negyeddöntőbe. |
| A csoportok ötödik és hatodik helyezettjei kiestek.         |

#### A csoport
|       |                        | Mérkőzések | Mérkőzések | Mérkőzések | Mérkőzések | Szettek | Szettek | Szettek | Pontok | Pontok | Pontok |
| Hely. | Csapat                 | M          | Gy         | V          | Pont       | Sz+     | Sz–     | SzA     | P+     | P–     | PA     |
| ----- | ---------------------- | ---------- | ---------- | ---------- | ---------- | ------- | ------- | ------- | ------ | ------ | ------ |
| 1.    | Olaszország (ITA)      | 5          | 4          | 1          | 12         | 13      | 5       | 2,600   | 432    | 375    | 1,152  |
| 2.    | Kanada (CAN)           | 5          | 3          | 2          | 9          | 10      | 7       | 1,429   | 378    | 378    | 1,000  |
| 3.    | Egyesült Államok (USA) | 5          | 3          | 2          | 9          | 10      | 8       | 1,250   | 419    | 405    | 1,035  |
| 4.    | Brazília (BRA)         | 5          | 3          | 2          | 9          | 11      | 9       | 1,222   | 467    | 442    | 1,057  |
| 5.    | Franciaország (FRA)    | 5          | 2          | 3          | 6          | 8       | 9       | 0,889   | 386    | 367    | 1,052  |
| 6.    | Mexikó (MEX)           | 5          | 0          | 5          | 0          | 1       | 15      | 0,067   | 283    | 398    | 0,711  |

| 2016. augusztus 7. 9:30 (14:30) | Olaszország (ITA)                 | 3–0 | Franciaország (FRA) | Ginásio do Maracanãzinho, Rio de Janeiro Nézőszám: 4456 Játékvezető: Hernán Casamiquela (ARG), Denny Cespedes (DOM) |
| 2016. augusztus 7. 9:30 (14:30) | (25–20, 25–20, 25–15) Jegyzőkönyv |     |                     | Ginásio do Maracanãzinho, Rio de Janeiro Nézőszám: 4456 Játékvezető: Hernán Casamiquela (ARG), Denny Cespedes (DOM) |

| 2016. augusztus 7. 11:35 (16:35) | Brazília (BRA)                           | 3–1 | Mexikó (MEX) | Ginásio do Maracanãzinho, Rio de Janeiro Nézőszám: 8686 Játékvezető: Nasr Shaaban (EGY), Arturo Di Giacomo (BEL) |
| 2016. augusztus 7. 11:35 (16:35) | (23–25, 25–19, 25–14, 25–18) Jegyzőkönyv |     |              | Ginásio do Maracanãzinho, Rio de Janeiro Nézőszám: 8686 Játékvezető: Nasr Shaaban (EGY), Arturo Di Giacomo (BEL) |

| 2016. augusztus 7. 17:05 (22:05) | Egyesült Államok (USA)            | 0–3 | Kanada (CAN) | Ginásio do Maracanãzinho, Rio de Janeiro Nézőszám: 6875 Játékvezető: Andrey Zenovich (RUS), Mohammad Shahmiri (IRI) |
| 2016. augusztus 7. 17:05 (22:05) | (23–25, 17–25, 23–25) Jegyzőkönyv |     |              | Ginásio do Maracanãzinho, Rio de Janeiro Nézőszám: 6875 Játékvezető: Andrey Zenovich (RUS), Mohammad Shahmiri (IRI) |

| 2016. augusztus 9. 11:35 (16:35) | Franciaország (FRA)               | 3–0 | Mexikó (MEX) | Ginásio do Maracanãzinho, Rio de Janeiro Nézőszám: 6625 Játékvezető: Liu Csiang (Liu Jiang) (CHN), Taoufik Boudaya (TUN) |
| 2016. augusztus 9. 11:35 (16:35) | (25–18, 25–12, 25–22) Jegyzőkönyv |     |              | Ginásio do Maracanãzinho, Rio de Janeiro Nézőszám: 6625 Játékvezető: Liu Csiang (Liu Jiang) (CHN), Taoufik Boudaya (TUN) |

| 2016. augusztus 9. 15:00 (20:00) | Olaszország (ITA)                        | 3–1 | Egyesült Államok (USA) | Ginásio do Maracanãzinho, Rio de Janeiro Nézőszám: 6494 Játékvezető: Vladimir Simonović (SRB), Andrey Zenovich (RUS) |
| 2016. augusztus 9. 15:00 (20:00) | (28–26, 20–25, 25–23, 25–23) Jegyzőkönyv |     |                        | Ginásio do Maracanãzinho, Rio de Janeiro Nézőszám: 6494 Játékvezető: Vladimir Simonović (SRB), Andrey Zenovich (RUS) |

| 2016. augusztus 9. 22:35 (3:35) | Brazília (BRA)                           | 3–1 | Kanada (CAN) | Ginásio do Maracanãzinho, Rio de Janeiro Nézőszám: 8749 Játékvezető: Luís Macias (MEX), Piotr Dudek (POL) |
| 2016. augusztus 9. 22:35 (3:35) | (24–26, 25–18, 25–22, 25–17) Jegyzőkönyv |     |              | Ginásio do Maracanãzinho, Rio de Janeiro Nézőszám: 8749 Játékvezető: Luís Macias (MEX), Piotr Dudek (POL) |

| 2016. augusztus 11. 17:05 (22:05) | Kanada (CAN)                      | 0–3 | Franciaország (FRA) | Ginásio do Maracanãzinho, Rio de Janeiro Nézőszám: 6498 Játékvezető: Andrey Zenovich (RUS), Nasr Shaaban (EGY) |
| 2016. augusztus 11. 17:05 (22:05) | (19–25, 16–25, 19–25) Jegyzőkönyv |     |                     | Ginásio do Maracanãzinho, Rio de Janeiro Nézőszám: 6498 Játékvezető: Andrey Zenovich (RUS), Nasr Shaaban (EGY) |

| 2016. augusztus 11. 20:30 (1:30) | Olaszország (ITA)                 | 3–0 | Mexikó (MEX) | Ginásio do Maracanãzinho, Rio de Janeiro Nézőszám: 5472 Játékvezető: Arturo Di Giacomo (BEL), Piotr Dudek (POL) |
| 2016. augusztus 11. 20:30 (1:30) | (25–17, 25–13, 25–17) Jegyzőkönyv |     |              | Ginásio do Maracanãzinho, Rio de Janeiro Nézőszám: 5472 Játékvezető: Arturo Di Giacomo (BEL), Piotr Dudek (POL) |

| 2016. augusztus 11. 22:35 (3:35) | Brazília (BRA)                           | 1–3 | Egyesült Államok (USA) | Ginásio do Maracanãzinho, Rio de Janeiro Nézőszám: 8779 Játékvezető: Liu Csiang (Liu Jiang) (CHN), Vladimir Simonović (SRB) |
| 2016. augusztus 11. 22:35 (3:35) | (20–25, 23–25, 25–20, 20–25) Jegyzőkönyv |     |                        | Ginásio do Maracanãzinho, Rio de Janeiro Nézőszám: 8779 Játékvezető: Liu Csiang (Liu Jiang) (CHN), Vladimir Simonović (SRB) |

| 2016. augusztus 13. 17:05 (22:05) | Egyesült Államok (USA)                   | 3–1 | Franciaország (FRA) | Ginásio do Maracanãzinho, Rio de Janeiro Nézőszám: 7877 Játékvezető: Arturo Di Giacomo (BEL), Luis Macias (MEX) |
| 2016. augusztus 13. 17:05 (22:05) | (25–22, 25–22, 14–25, 25–22) Jegyzőkönyv |     |                     | Ginásio do Maracanãzinho, Rio de Janeiro Nézőszám: 7877 Játékvezető: Arturo Di Giacomo (BEL), Luis Macias (MEX) |

| 2016. augusztus 13. 20:30 (1:30) | Kanada (CAN)                      | 3–0 | Mexikó (MEX) | Ginásio do Maracanãzinho, Rio de Janeiro Nézőszám: 5624 Játékvezető: Hernán Casamiquela (ARG), Taoufik Boudaya (TUN) |
| 2016. augusztus 13. 20:30 (1:30) | (25–20, 25–13, 25–22) Jegyzőkönyv |     |              | Ginásio do Maracanãzinho, Rio de Janeiro Nézőszám: 5624 Játékvezető: Hernán Casamiquela (ARG), Taoufik Boudaya (TUN) |

| 2016. augusztus 13. 22:35 (3:35) | Brazília (BRA)                           | 1–3 | Olaszország (ITA) | Ginásio do Maracanãzinho, Rio de Janeiro Nézőszám: 8892 Játékvezető: Piotr Dudek (POL), Nasr Shaaban (EGY) |
| 2016. augusztus 13. 22:35 (3:35) | (25–23, 23–25, 22–25, 15–25) Jegyzőkönyv |     |                   | Ginásio do Maracanãzinho, Rio de Janeiro Nézőszám: 8892 Játékvezető: Piotr Dudek (POL), Nasr Shaaban (EGY) |

| 2016. augusztus 15. 11:35 (16:35) | Egyesült Államok (USA)            | 3–0 | Mexikó (MEX) | Ginásio do Maracanãzinho, Rio de Janeiro Nézőszám: 7963 Játékvezető: Mohammad Shahmiri (IRI), Piotr Dudek (POL) |
| 2016. augusztus 15. 11:35 (16:35) | (25–23, 25–11, 25–19) Jegyzőkönyv |     |              | Ginásio do Maracanãzinho, Rio de Janeiro Nézőszám: 7963 Játékvezető: Mohammad Shahmiri (IRI), Piotr Dudek (POL) |

| 2016. augusztus 15. 20:30 (1:30) | Olaszország (ITA)                        | 1–3 | Kanada (CAN) | Ginásio do Maracanãzinho, Rio de Janeiro Nézőszám: 7109 Játékvezető: Andrey Zenovich (RUS), Hernán Casamiquela (ARG) |
| 2016. augusztus 15. 20:30 (1:30) | (23–25, 17–25, 25–16, 21–25) Jegyzőkönyv |     |              | Ginásio do Maracanãzinho, Rio de Janeiro Nézőszám: 7109 Játékvezető: Andrey Zenovich (RUS), Hernán Casamiquela (ARG) |

| 2016. augusztus 15. 22:35 (3:35) | Brazília (BRA)                           | 3–1 | Franciaország (FRA) | Ginásio do Maracanãzinho, Rio de Janeiro Nézőszám: 9800 Játékvezető: Juraj Mokrý (SVK), Nasr Shaaban (EGY) |
| 2016. augusztus 15. 22:35 (3:35) | (25–22, 22–25, 25–20, 25–23) Jegyzőkönyv |     |                     | Ginásio do Maracanãzinho, Rio de Janeiro Nézőszám: 9800 Játékvezető: Juraj Mokrý (SVK), Nasr Shaaban (EGY) |

#### B csoport
|       |                     | Mérkőzések | Mérkőzések | Mérkőzések | Mérkőzések | Szettek | Szettek | Szettek | Pontok | Pontok | Pontok |
| Hely. | Csapat              | M          | Gy         | V          | Pont       | Sz+     | Sz–     | SzA     | P+     | P–     | PA     |
| ----- | ------------------- | ---------- | ---------- | ---------- | ---------- | ------- | ------- | ------- | ------ | ------ | ------ |
| 1.    | Argentína (ARG)     | 5          | 4          | 1          | 12         | 12      | 4       | 3,000   | 394    | 335    | 1,176  |
| 2.    | Lengyelország (POL) | 5          | 4          | 1          | 12         | 14      | 5       | 2,800   | 447    | 389    | 1,149  |
| 3.    | Oroszország (RUS)   | 5          | 4          | 1          | 11         | 13      | 6       | 2,167   | 432    | 367    | 1,177  |
| 4.    | Irán (IRI)          | 5          | 2          | 3          | 7          | 8       | 9       | 0,889   | 389    | 392    | 0,992  |
| 5.    | Egyiptom (EGY)      | 5          | 1          | 4          | 3          | 3       | 12      | 0,250   | 286    | 362    | 0,790  |
| 6.    | Kuba (CUB)          | 5          | 0          | 5          | 0          | 1       | 15      | 0,067   | 300    | 403    | 0,744  |

| 2016. augusztus 7. 15:00 (20:00) | Lengyelország (POL)               | 3–0 | Egyiptom (EGY) | Ginásio do Maracanãzinho, Rio de Janeiro Nézőszám: 5658 Játékvezető: Juraj Mokrý (SVK), Susana Rodríguez (ESP) |
| 2016. augusztus 7. 15:00 (20:00) | (25–18, 25–20, 25–17) Jegyzőkönyv |     |                | Ginásio do Maracanãzinho, Rio de Janeiro Nézőszám: 5658 Játékvezető: Juraj Mokrý (SVK), Susana Rodríguez (ESP) |

| 2016. augusztus 7. 20:30 (1:30) | Oroszország (RUS)                        | 3–1 | Kuba (CUB) | Ginásio do Maracanãzinho, Rio de Janeiro Nézőszám: 6287 Játékvezető: Vladimir Simonović (SRB), Rogerio Espicalsky (BRA) |
| 2016. augusztus 7. 20:30 (1:30) | (25–17, 25–19, 22–25, 25–18) Jegyzőkönyv |     |            | Ginásio do Maracanãzinho, Rio de Janeiro Nézőszám: 6287 Játékvezető: Vladimir Simonović (SRB), Rogerio Espicalsky (BRA) |

| 2016. augusztus 7. 22:35 (3:35) | Argentína (ARG)                   | 3–0 | Irán (IRI) | Ginásio do Maracanãzinho, Rio de Janeiro Nézőszám: 6460 Játékvezető: Fabrizio Pasquali (ITA), Liu Csiang (Liu Jiang) (CHN) |
| 2016. augusztus 7. 22:35 (3:35) | (25–23, 26–24, 25–18) Jegyzőkönyv |     |            | Ginásio do Maracanãzinho, Rio de Janeiro Nézőszám: 6460 Játékvezető: Fabrizio Pasquali (ITA), Liu Csiang (Liu Jiang) (CHN) |

| 2016. augusztus 9. 9:30 (14:30) | Oroszország (RUS)                        | 1–3 | Argentína (ARG) | Ginásio do Maracanãzinho, Rio de Janeiro Nézőszám: 5743 Játékvezető: Arturo di Giacomo (BEL), Heike Kraft (GER) |
| 2016. augusztus 9. 9:30 (14:30) | (18–25, 25–18, 18–25, 21–25) Jegyzőkönyv |     |                 | Ginásio do Maracanãzinho, Rio de Janeiro Nézőszám: 5743 Játékvezető: Arturo di Giacomo (BEL), Heike Kraft (GER) |

| 2016. augusztus 9. 17:05 (22:05) | Lengyelország (POL)                             | 3–2 | Irán (IRI) | Ginásio do Maracanãzinho, Rio de Janeiro Nézőszám: 7227 Játékvezető: Paulo Turci (BRA), Susana Rodríguez (ESP) |
| 2016. augusztus 9. 17:05 (22:05) | (25–17, 25–23, 23–25, 20–25, 18–16) Jegyzőkönyv |     |            | Ginásio do Maracanãzinho, Rio de Janeiro Nézőszám: 7227 Játékvezető: Paulo Turci (BRA), Susana Rodríguez (ESP) |

| 2016. augusztus 9. 20:30 (1:30) | Kuba (CUB)                        | 0–3 | Egyiptom (EGY) | Ginásio do Maracanãzinho, Rio de Janeiro Nézőszám: 5016 Játékvezető: Rogerio Espicalsky (BRA), Denny Cespedes (DOM) |
| 2016. augusztus 9. 20:30 (1:30) | (22–25, 15–25, 22–25) Jegyzőkönyv |     |                | Ginásio do Maracanãzinho, Rio de Janeiro Nézőszám: 5016 Játékvezető: Rogerio Espicalsky (BRA), Denny Cespedes (DOM) |

| 2016. augusztus 11. 9:30 (14:30) | Irán (IRI)                        | 3–0 | Kuba (CUB) | Ginásio do Maracanãzinho, Rio de Janeiro Nézőszám: 6625 Játékvezető: Fabrizio Pasquali (ITA), Juray Mokrý (SVK) |
| 2016. augusztus 11. 9:30 (14:30) | (25–21, 31–29, 25–16) Jegyzőkönyv |     |            | Ginásio do Maracanãzinho, Rio de Janeiro Nézőszám: 6625 Játékvezető: Fabrizio Pasquali (ITA), Juray Mokrý (SVK) |

| 2016. augusztus 11. 11:35 (16:35) | Oroszország (RUS)                | 3–0 | Egyiptom (EGY) | Ginásio do Maracanãzinho, Rio de Janeiro Nézőszám: 6665 Játékvezető: Paulo Turci (BRA), Ibrahim Al-Naama (QAT) |
| 2016. augusztus 11. 11:35 (16:35) | (25–11, 25–17, 25–9) Jegyzőkönyv |     |                | Ginásio do Maracanãzinho, Rio de Janeiro Nézőszám: 6665 Játékvezető: Paulo Turci (BRA), Ibrahim Al-Naama (QAT) |

| 2016. augusztus 11. 15:00 (20:00) | Lengyelország (POL)               | 3–0 | Argentína (ARG) | Ginásio do Maracanãzinho, Rio de Janeiro Nézőszám: 6972 Játékvezető: Denny Cespedes (DOM), Rogerio Espicalsky (BRA) |
| 2016. augusztus 11. 15:00 (20:00) | (25–21, 25–19, 37–35) Jegyzőkönyv |     |                 | Ginásio do Maracanãzinho, Rio de Janeiro Nézőszám: 6972 Játékvezető: Denny Cespedes (DOM), Rogerio Espicalsky (BRA) |

| 2016. augusztus 13. 9:30 (14:30) | Irán (IRI)                        | 3–0 | Egyiptom (EGY) | Ginásio do Maracanãzinho, Rio de Janeiro Nézőszám: 6262 Játékvezető: Andrey Zenovich (RUS), Rogerio Espicalsky (BRA) |
| 2016. augusztus 13. 9:30 (14:30) | (28–26, 25–22, 25–16) Jegyzőkönyv |     |                | Ginásio do Maracanãzinho, Rio de Janeiro Nézőszám: 6262 Játékvezető: Andrey Zenovich (RUS), Rogerio Espicalsky (BRA) |

| 2016. augusztus 13. 11:35 (16:35) | Argentína (ARG)                   | 3–0 | Kuba (CUB) | Ginásio do Maracanãzinho, Rio de Janeiro Nézőszám: 7428 Játékvezető: Paulo Turci (BRA), Vladimir Simonović (SRB) |
| 2016. augusztus 13. 11:35 (16:35) | (25–16, 25–14, 25–16) Jegyzőkönyv |     |            | Ginásio do Maracanãzinho, Rio de Janeiro Nézőszám: 7428 Játékvezető: Paulo Turci (BRA), Vladimir Simonović (SRB) |

| 2016. augusztus 13. 15:00 (20:00) | Lengyelország (POL)                             | 2–3 | Oroszország (RUS) | Ginásio do Maracanãzinho, Rio de Janeiro Nézőszám: 7239 Játékvezető: Fabrizio Pasquali (ITA), Juraj Mokrý (SVK) |
| 2016. augusztus 13. 15:00 (20:00) | (18–25, 25–16, 18–25, 25–22, 13–15) Jegyzőkönyv |     |                   | Ginásio do Maracanãzinho, Rio de Janeiro Nézőszám: 7239 Játékvezető: Fabrizio Pasquali (ITA), Juraj Mokrý (SVK) |

| 2016. augusztus 15. 9:30 (14:30) | Argentína (ARG)                   | 3–0 | Egyiptom (EGY) | Ginásio do Maracanãzinho, Rio de Janeiro Nézőszám: 8175 Játékvezető: Luis Macias (MEX), Arturo Di Giacomo (BEL) |
| 2016. augusztus 15. 9:30 (14:30) | (25–16, 25–19, 25–20) Jegyzőkönyv |     |                | Ginásio do Maracanãzinho, Rio de Janeiro Nézőszám: 8175 Játékvezető: Luis Macias (MEX), Arturo Di Giacomo (BEL) |

| 2016. augusztus 15. 15:00 (20:00) | Oroszország (RUS)                 | 3–0 | Irán (IRI) | Ginásio do Maracanãzinho, Rio de Janeiro Nézőszám: 7387 Játékvezető: Liu Csiang (Liu Jiang) (CHN), Fabrizio Pasquali (ITA) |
| 2016. augusztus 15. 15:00 (20:00) | (25–23, 25–16, 25–20) Jegyzőkönyv |     |            | Ginásio do Maracanãzinho, Rio de Janeiro Nézőszám: 7387 Játékvezető: Liu Csiang (Liu Jiang) (CHN), Fabrizio Pasquali (ITA) |

| 2016. augusztus 15. 17:05 (22:05) | Lengyelország (POL)               | 3–0 | Kuba (CUB) | Ginásio do Maracanãzinho, Rio de Janeiro Nézőszám: 8175 Játékvezető: Mohammad Shahmiri (IRI), Hernán Casamiquela (ARG) |
| 2016. augusztus 15. 17:05 (22:05) | (25–18, 25–15, 25–17) Jegyzőkönyv |     |            | Ginásio do Maracanãzinho, Rio de Janeiro Nézőszám: 8175 Játékvezető: Mohammad Shahmiri (IRI), Hernán Casamiquela (ARG) |

### Egyenes kieséses szakasz
A negyeddöntőben a csoportelsők a másik csoport negyedikjével találkoztak. A második helyezettek a másik csoport második vagy harmadik helyezettjét kapták ellenfélül, ennek párosításáról sorsolás döntött.
|  |               |                  |                  |                  |   |             |               |                  |                  |               |               |       |       |
|  | Negyeddöntők  | Negyeddöntők     | Negyeddöntők     |                  |   | Elődöntők   | Elődöntők     | Elődöntők        |                  |               | Döntő         | Döntő | Döntő |
|  | Negyeddöntők  | Negyeddöntők     | Negyeddöntők     |                  |   | Elődöntők   | Elődöntők     | Elődöntők        |                  |               | Döntő         | Döntő | Döntő |
|  | augusztus 17. |                  |                  |                  |   |             |               |                  |                  |               |               |       |       |
|  |               |                  |                  |                  |   |             |               |                  |                  |               |               |       |       |
|  | A1            | Olaszország      | 3                |                  |   |             |               |                  |                  |               |               |       |       |
|  | A1            | Olaszország      | 3                | augusztus 19.    |   |             |               |                  |                  |               |               |       |       |
|  | B4            | Irán             | 0                |                  |   |             |               |                  |                  |               |               |       |       |
|  | B4            | Irán             | 0                |                  |   | Olaszország | Olaszország   | 3                |                  |               |               |       |       |
|  | augusztus 17. |                  |                  |                  |   | Olaszország | Olaszország   | 3                |                  |               |               |       |       |
|  |               |                  | Egyesült Államok | Egyesült Államok | 2 |             |               |                  |                  |               |               |       |       |
|  | A2/A3         | Egyesült Államok | Egyesült Államok | Egyesült Államok | 2 | 3           |               |                  |                  |               |               |       |       |
|  | A2/A3         | Egyesült Államok |                  |                  |   | 3           | augusztus 21. |                  |                  |               |               |       |       |
|  | B2/B3         | Lengyelország    | 0                |                  |   |             |               |                  |                  |               |               |       |       |
|  | B2/B3         | Lengyelország    | 0                |                  |   | Olaszország | Olaszország   | 0                |                  |               |               |       |       |
|  | augusztus 17. |                  |                  |                  |   | Olaszország | Olaszország   | 0                |                  |               |               |       |       |
|  |               |                  | Brazília         | Brazília         | 3 |             |               |                  |                  |               |               |       |       |
|  | A2/A3         | Kanada           | Brazília         | Brazília         | 3 | 0           |               |                  |                  |               |               |       |       |
|  | A2/A3         | Kanada           | augusztus 19.    |                  |   | 0           |               |                  |                  |               |               |       |       |
|  | B2/B3         | Oroszország      | 3                |                  |   |             |               |                  |                  |               |               |       |       |
|  | B2/B3         | Oroszország      | 3                |                  |   | Oroszország | Oroszország   | 0                | Bronzmérkőzés    | Bronzmérkőzés | Bronzmérkőzés |       |       |
|  | augusztus 17. |                  |                  |                  |   | Oroszország | Oroszország   | 0                | Bronzmérkőzés    | Bronzmérkőzés | Bronzmérkőzés |       |       |
|  |               |                  | Brazília         | Brazília         | 3 |             |               | augusztus 21.    | augusztus 21.    | augusztus 21. |               |       |       |
|  | A4            | Brazília         | Brazília         | Brazília         | 3 | 3           |               | augusztus 21.    | augusztus 21.    | augusztus 21. |               |       |       |
|  | A4            | Brazília         |                  |                  |   |             |               | Egyesült Államok | Egyesült Államok | 3             |               |       |       |
|  | B1            | Argentína        | 1                |                  |   |             |               | Egyesült Államok | Egyesült Államok | 3             |               |       |       |
|  | B1            | Argentína        | 1                |                  |   | Oroszország | Oroszország   | 2                |                  |               |               |       |       |
|  |               |                  |                  |                  |   | Oroszország | Oroszország   | 2                |                  |               |               |       |       |

#### Negyeddöntők
| 2016. augusztus 17. 10:00 (15:00) | Kanada (CAN)                      | 0–3 | Oroszország (RUS) | Ginásio do Maracanãzinho, Rio de Janeiro Nézőszám: 6291 Játékvezető: Arturo Di Giacomo (BEL), Mohammad Shahmiri (IRI) |
| 2016. augusztus 17. 10:00 (15:00) | (15–25, 20–25, 18–25) Jegyzőkönyv |     |                   | Ginásio do Maracanãzinho, Rio de Janeiro Nézőszám: 6291 Játékvezető: Arturo Di Giacomo (BEL), Mohammad Shahmiri (IRI) |

| 2016. augusztus 17. 14:00 (19:00) | Egyesült Államok (USA)            | 3–0 | Lengyelország (POL) | Ginásio do Maracanãzinho, Rio de Janeiro Nézőszám: 8278 Játékvezető: Fabrizio Pasquali (ITA), Andrey Zenovich (RUS) |
| 2016. augusztus 17. 14:00 (19:00) | (25–23, 25–22, 25–20) Jegyzőkönyv |     |                     | Ginásio do Maracanãzinho, Rio de Janeiro Nézőszám: 8278 Játékvezető: Fabrizio Pasquali (ITA), Andrey Zenovich (RUS) |

| 2016. augusztus 17. 18:00 (23:00) | Olaszország (ITA)                 | 3–0 | Irán (IRI) | Ginásio do Maracanãzinho, Rio de Janeiro Nézőszám: 7213 Játékvezető: Denny Cespedes (DOM), Juraj Mokrý (SVK) |
| 2016. augusztus 17. 18:00 (23:00) | (31–29, 25–19, 25–17) Jegyzőkönyv |     |            | Ginásio do Maracanãzinho, Rio de Janeiro Nézőszám: 7213 Játékvezető: Denny Cespedes (DOM), Juraj Mokrý (SVK) |

| 2016. augusztus 17. 22:15 (3:15) | Brazília (BRA)                           | 3–1 | Argentína (ARG) | Ginásio do Maracanãzinho, Rio de Janeiro Nézőszám: 10 232 Játékvezető: Vladimir Simonović (SRB), Piotr Dudek (POL) |
| 2016. augusztus 17. 22:15 (3:15) | (25–22, 17–25, 25–19, 25–23) Jegyzőkönyv |     |                 | Ginásio do Maracanãzinho, Rio de Janeiro Nézőszám: 10 232 Játékvezető: Vladimir Simonović (SRB), Piotr Dudek (POL) |

#### Elődöntők
| 2016. augusztus 19. 13:00 (18:00) | Olaszország (ITA)                             | 3–2 | Egyesült Államok (USA) | Ginásio do Maracanãzinho, Rio de Janeiro Nézőszám: 8153 Játékvezető: Arturo Di Giacomo (BEL), Hernán Casamiquela (ARG) |
| 2016. augusztus 19. 13:00 (18:00) | (30–28, 26–28, 9–25, 25–22, 15–9) Jegyzőkönyv |     |                        | Ginásio do Maracanãzinho, Rio de Janeiro Nézőszám: 8153 Játékvezető: Arturo Di Giacomo (BEL), Hernán Casamiquela (ARG) |

| 2016. augusztus 19. 22:15 (3:15) | Oroszország (RUS)                 | 0–3 | Brazília (BRA) | Ginásio do Maracanãzinho, Rio de Janeiro Nézőszám: 9784 Játékvezető: Juraj Mokrý (SVK), Vladimir Simonović (SRB) |
| 2016. augusztus 19. 22:15 (3:15) | (21–25, 20–25, 17–25) Jegyzőkönyv |     |                | Ginásio do Maracanãzinho, Rio de Janeiro Nézőszám: 9784 Játékvezető: Juraj Mokrý (SVK), Vladimir Simonović (SRB) |

#### Bronzmérkőzés
| 2016. augusztus 21. 9:30 (14:30) | Egyesült Államok (USA)                          | 3–2 | Oroszország (RUS) | Ginásio do Maracanãzinho, Rio de Janeiro Nézőszám: 6976 Játékvezető: Fabrizio Pasquali (ITA), Liu Csiang (Liu Jiang) (CHN) |
| 2016. augusztus 21. 9:30 (14:30) | (23–25, 21–25, 25–19, 25–19, 15–13) Jegyzőkönyv |     |                   | Ginásio do Maracanãzinho, Rio de Janeiro Nézőszám: 6976 Játékvezető: Fabrizio Pasquali (ITA), Liu Csiang (Liu Jiang) (CHN) |

#### Döntő
| 2016. augusztus 21. 13:15 (18:15) | Olaszország (ITA)                 | 0–3 | Brazília (BRA) | Ginásio do Maracanãzinho, Rio de Janeiro Nézőszám: 9824 Játékvezető: Andrey Zenovich (RUS), Denny Cespedes (DOM) |
| 2016. augusztus 21. 13:15 (18:15) | (22–25, 26–28, 24–26) Jegyzőkönyv |     |                | Ginásio do Maracanãzinho, Rio de Janeiro Nézőszám: 9824 Játékvezető: Andrey Zenovich (RUS), Denny Cespedes (DOM) |

| A 2016. évi nyári olimpiai játékok férfi röplabdatornájának olimpiai bajnoka |
| · BRAZÍLIA · 3. cím                                                          |
| ---------------------------------------------------------------------------- |

### Végeredmény
A torna hivatalos végeredménye:
| Helyezés | Csapat                 |
| -------- | ---------------------- |
| Arany    | Brazília (BRA)         |
| Ezüst    | Olaszország (ITA)      |
| Bronz    | Egyesült Államok (USA) |
| 4.       | Oroszország (RUS)      |
| 5.       | Argentína (ARG)        |
| 5.       | Kanada (CAN)           |
| 5.       | Irán (IRI)             |
| 5.       | Lengyelország (POL)    |
| 9.       | Egyiptom (EGY)         |
| 9.       | Franciaország (FRA)    |
| 11.      | Kuba (CUB)             |
| 11.      | Mexikó (MEX)           |